# Golf Sarònic
El golf Sarònic o golf d'Egina (Saronicus Sinus, Σαρωνικὸς κόλπος) és un golf de la mar Egea entre Àtica i Trezè, fins a l'istme de Corint. A les seves costes hi havia els territoris de Mègara, Corint, Àtica i Trozen, i al seu interior les illes d'Egina i Salamina i altres de menors. El seu nom derivaria de Saró, mític rei de Trozen.